# Hamzalı, Vakfıkebir
Hamzalı là một xã thuộc huyện Vakfıkebir, tỉnh Trabzon, Thổ Nhĩ Kỳ. Dân số thời điểm năm 2011 là 632 người.